# Zakuta
Zakuta (cyr. Закута) – wieś w Serbii, w okręgu raskim, w mieście Kraljevo. W 2011 roku liczyła 144 mieszkańców.